# Formigueiro-preto-e-branco
Formigueiro-alvinegro ou formigueiro-preto-e-branco (Myrmochanes hemileucus) é uma espécie de ave da família Thamnophilidae. É a única espécie do género Myrmochanes.
Pode ser encontrada nos seguintes países: Bolívia, Brasil, Colômbia, Equador e Peru.
Os seus habitats naturais são: florestas subtropicais ou tropicais húmidas de baixa altitude e matagal húmido tropical ou subtropical.